# Сон, Игорь Сергеевич
Игорь Сергеевич Сон (род. 16 ноября 1998 года, Уштобе, Алматинская область, Казахстан) — казахстанский тяжелоатлет, серебряный призёр чемпионата мира по тяжёлой атлетике 2019 года в весовой категории до 55 кг, бронзовый призёр летних Олимпийских игр 2020 в Токио в весовой категории до 61 кг.

## Карьера
В 2013 году принял участие на своём первом крупном международном турнире — чемпионате мира среди юношей. Занял итоговое 13-е место в категории до 50 кг. В 2015 году на молодёжном чемпионате Азии стал победителем в весовой категории до 50 кг. С 21 апреля по 24 ноября 2015 года был дисквалифицирован за употребление метандиенона.
В сентябре 2019 года Игорь Сон на своём первом взрослом чемпионате мира в Паттайе в весовой категории до 55 кг завоевал серебряную медаль в сумме двоеборья с результатом 266 кг. В рывке он завоевал малую бронзовую медаль (результат 120 кг).
Мастер спорта международного класса Республики Казахстан.
В феврале 2020 года на чемпионате международного единства по тяжёлой атлетике в Ташкенте Игорь Сон завоевал золотую медаль в весовой категории до 61 килограмма, подняв в сумме двоеборья 286 кг.
25 июля 2021 года в Токио на летних Олимпийских играх 2020 в весовой категории до 61 кг Игорь Сон в сумме двоеборья поднял 294 (131+163) кг и занял третье место. В марте 2022 года Федерация тяжёлой атлетики Казахстана сообщила, что у Игоря Сона в рамках внесоревновательного допинг-контроля Казахстанского национального антидопингового центра была выявлена положительная допинг-проба. В феврале 2023 года спортсмен был дисквалифицирован на 8 лет за употребление метастерона.

## Спортивные результаты
| Год  | Соревнование                                                   | Место проведения | Весовая категория | Рывок  | Толчок | Сумма двоеборья | Место |
| 2013 | Чемпионат мира среди юношей                                    | Ташкент          | до 50 кг          | 77 кг  | 95 кг  | 172 кг          | 13    |
| 2014 | Чемпионат мира среди юниоров                                   | Казань           | до 56 кг          | 94 кг  | 120 кг | 214 кг          | 15    |
| 2015 | Чемпионат Азии среди юношей                                    | Доха             | до 50 кг          | 93 кг  | 115 кг | 208 кг          | 1     |
| 2015 | Чемпионат мира среди юношей                                    | Лима             | до 50 кг          | 92 кг  | 116 кг | 208 кг          | DSQ   |
| 2015 | Летняя Спартакиада Республики Казахстан                        | Талдыкорган      | до 56 кг          | 113 кг | 144 кг | 257 кг          | 1     |
| 2016 | Чемпионат Казахстана                                           | Талдыкорган      | до 56 кг          | 116 кг | 140 кг | 256 кг          | 1     |
| 2016 | Чемпионат Азии среди юниоров                                   | Токио            | до 56 кг          | 110 кг | 136 кг | 246 кг          | 4     |
| 2017 | Кубок Казахстана                                               | Кызылорда        | до 62 кг          | 119 кг | 150 кг | 269 кг          | 1     |
| 2017 | Молодёжные игры                                                | Шымкент          | до 62 кг          | 122 кг | 150 кг | 272 кг          | 1     |
| 2017 | Азиатские игры по боевым искусствам и состязаниям в помещениях | Ашхабад          | до 56 кг          | 120 кг | 137 кг | 257 кг          | 4     |
| 2018 | International Qatar Cup                                        | Доха             | до 61 кг          | 118 кг | 149 кг | 267 кг          | 2     |
| 2019 | Летняя Спартакиада Республики Казахстан                        | Талдыкорган      | до 55 кг          | 118 кг | 142 кг | 260 кг NR       | 1     |
| 2019 | Чемпионат мира                                                 | Паттайя          | до 55 кг          | 120 кг | 146 кг | 266 кг          | 2     |
| 2019 | Alexander Cup                                                  | Гродно           | до 55 кг          | —      | —      | —               | —     |
| 2019 | International Qatar Cup                                        | Доха             | до 61 кг          | 124 кг | 154 кг | 278 кг          | 1     |
| 2020 | Чемпионат Спортивной федерации исламской солидарности          | Ташкент          | до 61 кг          | 130 кг | 156 кг | 286 кг          | 1     |
| 2020 | Чемпионат Казахстана                                           |                  | до 67 кг          | 136 кг | 165 кг | 301 кг          | 1     |
| 2021 | Чемпионат Азии                                                 | Ташкент          | до 61 кг          | 132 кг | 152 кг | 284 кг          | 4     |
| 2021 | Летние Олимпийские игры                                        | Токио            | до 61 кг          | 131 кг | 163 кг | 294 кг          | 3     |

## Награды
- Орден «Курмет» (13 августа 2021 года)[12]